# Borge og slotte i Storbritannien og Irland
Borge og slotte har spillet en vigtig militær, økonomisk og social rolle i Storbritannien og Irland siden de blev introduceret efter den normanniske erobring af England i 1066. Selvom der findes et mindre antal borge, der blev bygget i England i 1050'erne, så begyndte normannerne at bygge motte and bailey og ringværksfæstninger i stort antal for at have kontrol med deres nyerobrede område i England og Welsh Marches. I 1100-tallet begyndte normannerne at bygget flere borge i sten – med et karakteristisk keep – der spillede vigtige militære og politiske roller. Kongelige borge blev brugt til at kontrollere nøglebyer og økonomisk vigtige skove, mens baronielle borge blev brugt af normanniske herremænd til at kontrollere deres omfattende ejendomme. David 1. inviterede angelnormanniske herremænd til Skotland i begyndelsen af 1100-tallet for at hjælpe ham med at kolonisere og kontrollere områder i hans kongerige som Galloway; de nye herremænd bragte borg-teknologier med dem og der blev etableret træ-fæstninger i den sydlige del af kongeriget. Efter den normanniske invasion af Irland i 1170'erne under Henrik 2. blev der også etableret borge her.
Borgene fortsatte med at blive udviklet til mere sofistikerede militære formål og komfort i 1100-tallet, hvilket ledte til langt større kompleksitet og længde af belejringer i England. I Irland og Wales fortsatte borgarkitekturen med at følge den fra England, og efter Alexander 3.'s død begyndte man i Skotland at bevæge sig væk fra at opføre store borge frem for i stedet at opføre beboelsestårne. Denne trend begyndte også at blive udbredt i England og Irland flere år senere. I North Wales havde Edward 1. opført en række magtfulde borge efter at have tilintetgjort de sidste rester af walisisk regering i 1270'erne. I 1300-tallet begyndte borgenes forsvarsfunktion at blive kombineret med luksuriøse og sofistikerede beboelsesområder og anlagte parker og haver.
Mange kongelige og baronielle borge forfaldt, så man i 1400-tallet kun havde få der blev vedligeholdt til forsvarsmæssige formål. En mindre antal borge i England og Skotland blev udviklet til renæssancens paladser der blev brugt til overdådige fester og fejringer. Disse bygninger var dog forbeholdt kongelige og de allerrigeste af senmiddelalderens baroner. Selvom krudtvåben blev brugt til at forsvare borgene fra slutningen af 1300-tallet og fremefter, så blev det i 1500-tallet klart at såfremt artilleriet kunne transporteres, så kunne det spille en vigtig rolle i belejring af borge og angreb. Forsvar af kystborge rundt omkring på De Britiske Øer blev forbedret for at håndtere denne trussel, men investeringerne i at vedligeholde dem mindskedes igen i 1500-tallet. Ikke desto mindre spillede borgen en vigtig rolle i England under udbredte civile og religiøse konflikter i 1640'erne og 1650'erne. Moderne forsvarsværker blev hurtigt opført ved de eksisterende borge fra middelalderen, og i mange tilfælde modstod borge mere end én belejring. I Irland bragte introduktionen af tungt belejringsartilleri af Oliver Cromwell i 1649 en hurtigt afslutning til brugen af borge i krig, mens de populære beboelsestårne viste sig at være uegnede til at forsvare mod artilleri - selvom mange borge gjorde stor modstand, heriblandt Edinburgh Castle. Mod slutningen af krigen blev mange borge ødelagt med vilje for at forhindre at de kunne blive brugt i fremtiden,
Den militære brug af borge mindskedes hurtigt i de efterfølgende år, selvom nogle blev brugt af garnisoner i Skotland og vigtige grænseområder i mange år fremover, inklusive under anden verdenskrig. Andre borge blev brugt som fængsler indtil ny lovgivning i slutningen af 1800-tallet stoppede dette. I en periode i begyndelsen af 1700-tallet blev borge set ned på til fordel af palladiansk arkitektur, indtil de genopstod som vigtige kulturelle og sociale enheder i England, Wales og Skotland, og de blev ofte "forbedret" i 1700- og 1800-tallet. Disse renoveringer igangsatte dog også bekymringer om deres bevarelse, så i dag er alle borge på De Britiske Øer beskyttet ved lov. De fleste fungerer i dag som turistattraktioner og er en vigtig del af den nationale kulturindustri. Historikere og arkæologer fortsætter med at udvikle forståelsen af britiske borge, men akademiske diskussioner i de senere år har stillet spørgsmålstegn ved fortolkningen af fysisk og dokumenteret materiale om deres oprindelige konstruktion og brug.